# Papua (Provinz)
Papua ist neben Papua Barat, Papua Pegunungan, Papua Tengah, Papua Barat Daya und Papua Selatan eine der sechs Provinzen von Westneuguinea, dem indonesischen Teil der Insel Neuguinea.
Anfangs war Westneuguinea die Kolonie Niederländisch-Neuguinea. Nach einer 1969 durchgeführten umstrittenen Abstimmung (Act of Free Choice, AFC) wurde ganz Westneuguinea als Provinz Irian Jaya in den Staat Indonesien eingegliedert. Das Ergebnis soll durch Stimmenfälschungen gegen den wirklichen Willen der indigenen Papua manipuliert worden sein, die darin einen Eingriff in ihre Autonomie sahen. Der daraus sich entwickelnde Papuakonflikt ist Grund für die starke indonesische Militärpräsenz vor Ort. 2003 wurde Westneuguinea/Irian Jaya in die Provinzen Papua und Papua Barat (Westpapua) gegliedert.
Das bis zu 4884 m (Carstensz-Pyramide) hohe Zentralgebirge durchzieht die Provinz von West nach Ost, der Süden ist flach und zum Teil von Sümpfen durchzogen. Die meisten Siedlungen, darunter auch die Hauptstadt Jayapura, befinden sich an der Nordküste.

## Verwaltungsgliederung
So wie im übrigen Indonesien, so stieg auch in der Provinz Papua die Anzahl der Verwaltungseinheiten ständig. Zählte man bei den Volkszählungen (Census, indonesisch Sensus Penduduk) von 1971 und 1980 noch 6 Kabupaten (Regierungsbezirke, engl. Regency) – nämlich Merauke, Jayawijaya, Jayapura, Yapen Waropen, Biak Namfor und Paniai –  so waren es zehn Jahre später bereits neun und die Stadt (indonesisch Kota) Jayapura. Im Jahr 2000 war man bei der Zahl 29 (inkl. Kota Jayapura) angelangt.

Alte administrative Gliederung Westneuguineas mit den Provinzen Papua (dunkelgrün) und Westpapua

Die Zahl der Distrikte (indonesisch Distrik) stieg zwischen 2012 und 2015 von 389 auf 499, mittlerweile sind es 560. Die Zahl der Dörfer (indonesisch: Desa, in der Provinz Papua auch Kampung genannt) stieg im gleichen Zeitraum von 3.619 auf 4.445. Erst nach Abspaltung und Bildung der Provinz Westpapua (2003) sank diese Zahl wieder geringfügig, aber beträgt mittlerweile 5.409. Nachfolgende Liste zeigt den neuesten Stand (2020) der untergeordneten Verwaltungseinheiten in der Provinz Papua. Am 30. Juni 2022 wurden von der Provinz Papua drei weitere Provinzen abgespalten: Papua Pegunungan, Papua Tengah und Papua Selatan. 
| Wappen | Kabupaten / Kota Regierungsbezirk/Stadt | Regierungssitz | Karte | Fläche (km²) | Distrik Distrikte | Kelurahan | Kampung (Desa) | Bevölkerung 2020 | Dichte (Einw./km²) |
| ------ | --------------------------------------- | -------------- | ----- | ------------ | ----------------- | --------- | -------------- | ---------------- | ------------------ |
|        | Biak Numfor                             | Biak           |       | 2.602        | 19                | 14        | 254            | 145.707          | 56                 |
|        | Jayapura (Kabupaten)                    | Sentani        |       | 11.157,15    | 19                | 5         | 139            | 171.256          | 15                 |
|        | Jayapura (Kota)                         | Jayapura       |       | 935,92       | 5                 | 25        | 14             | 422.165          | 451                |
|        | Keerom                                  | Arso           |       | 8.390        | 11                | 0         | 91             | 63.923           | 8                  |
|        | Kepulauan Yapen                         | Serui          |       | 2.050        | 16                | 5         | 160            | 112.931          | 55                 |
|        | Mamberamo Raya                          | Burmeso        |       | 23.813,91    | 8                 | 0         | 60             | 38.203           | 2                  |
|        | Sarmi                                   | Sarmi          |       | 17.742       | 10                | 2         | 90             | 41.285           | 2                  |
|        | Supiori                                 | Sorendiweri    |       | 678,32       | 5                 | 0         | 38             | 24.244           | 36                 |
|        | Waropen                                 | Waren          |       | 10.977,09    | 11                | 0         | 100            | 35.964           | 3                  |
|        | Provinz PAPUA                           | Jayapura       |       | 78.346,39    | 104               | 51        | 946            | 1.055.678        | 13                 |

## Typische Merkmale der Bevölkerung
- Papua ist eine der am dünnsten besiedelten indonesischen Provinzen. Die größte Bevölkerungsdichte wird an den Küsten erreicht, das Bergland ist eher dünn besiedelt.
- Die Bevölkerung setzt sich aus indigenen Papua und im Zuge der indonesischen Migrationspolitik unter dem früheren Präsidenten Suharto zugewanderten Javanern und anderen Malaien zusammen.
- Ca. 30 Prozent der Bevölkerung ist jünger als 15 Jahre, 1,5 Prozent sind älter als 65 Jahre.
- 20 Prozent der über 15 Jahre alten Bevölkerung (2015: 2,19 Mio.) ist „ökonomisch inaktiv“ – davon sind vier Prozent (Unemployment Rate) erwerbslos.
- Provinzweit herrscht Männerüberschuss, im Durchschnitt kommen 115 Männer auf 100 Frauen. Der Männeranteil ist rückläufig, 2015 betrug er noch 111,3 und ein Jahr davor 102,8.
- Der Großteil der Bevölkerung bekennt sich zum Christentum (64 % Protestanten, 25 % Katholiken), 21 Prozent bekennen sich zum Islam.[4]